# 1394
Portal Geschichte | Portal Biografien | Aktuelle Ereignisse | Jahreskalender | Tagesartikel

◄ |
13. Jahrhundert |
14. Jahrhundert
| 15. Jahrhundert | ►

◄ |
1360er |
1370er |
1380er |
1390er
| 1400er | 1410er | 1420er | ►

◄◄ |
◄ |
1390 |
1391 |
1392 |
1393 |
1394
| 1395 | 1396 | 1397 | 1398 | ► | ►►
Staatsoberhäupter  · Nekrolog
| Januar | Januar | Januar | Januar | Januar | Januar | Januar | Januar |
| Kw     | Mo     | Di     | Mi     | Do     | Fr     | Sa     | So     |
| ------ | ------ | ------ | ------ | ------ | ------ | ------ | ------ |
| 1      |        |        |        | 1      | 2      | 3      | 4      |
| 2      | 5      | 6      | 7      | 8      | 9      | 10     | 11     |
| 3      | 12     | 13     | 14     | 15     | 16     | 17     | 18     |
| 4      | 19     | 20     | 21     | 22     | 23     | 24     | 25     |
| 5      | 26     | 27     | 28     | 29     | 30     | 31     |        |

| Februar | Februar | Februar | Februar | Februar | Februar | Februar | Februar |
| Kw      | Mo      | Di      | Mi      | Do      | Fr      | Sa      | So      |
| ------- | ------- | ------- | ------- | ------- | ------- | ------- | ------- |
| 5       |         |         |         |         |         |         | 1       |
| 6       | 2       | 3       | 4       | 5       | 6       | 7       | 8       |
| 7       | 9       | 10      | 11      | 12      | 13      | 14      | 15      |
| 8       | 16      | 17      | 18      | 19      | 20      | 21      | 22      |
| 9       | 23      | 24      | 25      | 26      | 27      | 28      |         |

| März | März | März | März | März | März | März | März |
| Kw   | Mo   | Di   | Mi   | Do   | Fr   | Sa   | So   |
| ---- | ---- | ---- | ---- | ---- | ---- | ---- | ---- |
| 9    |      |      |      |      |      |      | 1    |
| 10   | 2    | 3    | 4    | 5    | 6    | 7    | 8    |
| 11   | 9    | 10   | 11   | 12   | 13   | 14   | 15   |
| 12   | 16   | 17   | 18   | 19   | 20   | 21   | 22   |
| 13   | 23   | 24   | 25   | 26   | 27   | 28   | 29   |
| 14   | 30   | 31   |      |      |      |      |      |

| April | April | April | April | April | April | April | April |
| Kw    | Mo    | Di    | Mi    | Do    | Fr    | Sa    | So    |
| ----- | ----- | ----- | ----- | ----- | ----- | ----- | ----- |
| 14    |       |       | 1     | 2     | 3     | 4     | 5     |
| 15    | 6     | 7     | 8     | 9     | 10    | 11    | 12    |
| 16    | 13    | 14    | 15    | 16    | 17    | 18    | 19    |
| 17    | 20    | 21    | 22    | 23    | 24    | 25    | 26    |
| 18    | 27    | 28    | 29    | 30    |       |       |       |

| Mai | Mai | Mai | Mai | Mai | Mai | Mai | Mai |
| Kw  | Mo  | Di  | Mi  | Do  | Fr  | Sa  | So  |
| --- | --- | --- | --- | --- | --- | --- | --- |
| 18  |     |     |     |     | 1   | 2   | 3   |
| 19  | 4   | 5   | 6   | 7   | 8   | 9   | 10  |
| 20  | 11  | 12  | 13  | 14  | 15  | 16  | 17  |
| 21  | 18  | 19  | 20  | 21  | 22  | 23  | 24  |
| 22  | 25  | 26  | 27  | 28  | 29  | 30  | 31  |

| Juni | Juni | Juni | Juni | Juni | Juni | Juni | Juni |
| Kw   | Mo   | Di   | Mi   | Do   | Fr   | Sa   | So   |
| ---- | ---- | ---- | ---- | ---- | ---- | ---- | ---- |
| 23   | 1    | 2    | 3    | 4    | 5    | 6    | 7    |
| 24   | 8    | 9    | 10   | 11   | 12   | 13   | 14   |
| 25   | 15   | 16   | 17   | 18   | 19   | 20   | 21   |
| 26   | 22   | 23   | 24   | 25   | 26   | 27   | 28   |
| 27   | 29   | 30   |      |      |      |      |      |

| Juli | Juli | Juli | Juli | Juli | Juli | Juli | Juli |
| Kw   | Mo   | Di   | Mi   | Do   | Fr   | Sa   | So   |
| ---- | ---- | ---- | ---- | ---- | ---- | ---- | ---- |
| 27   |      |      | 1    | 2    | 3    | 4    | 5    |
| 28   | 6    | 7    | 8    | 9    | 10   | 11   | 12   |
| 29   | 13   | 14   | 15   | 16   | 17   | 18   | 19   |
| 30   | 20   | 21   | 22   | 23   | 24   | 25   | 26   |
| 31   | 27   | 28   | 29   | 30   | 31   |      |      |

| August | August | August | August | August | August | August | August |
| Kw     | Mo     | Di     | Mi     | Do     | Fr     | Sa     | So     |
| ------ | ------ | ------ | ------ | ------ | ------ | ------ | ------ |
| 31     |        |        |        |        |        | 1      | 2      |
| 32     | 3      | 4      | 5      | 6      | 7      | 8      | 9      |
| 33     | 10     | 11     | 12     | 13     | 14     | 15     | 16     |
| 34     | 17     | 18     | 19     | 20     | 21     | 22     | 23     |
| 35     | 24     | 25     | 26     | 27     | 28     | 29     | 30     |
| 36     | 31     |        |        |        |        |        |        |

| September | September | September | September | September | September | September | September |
| Kw        | Mo        | Di        | Mi        | Do        | Fr        | Sa        | So        |
| --------- | --------- | --------- | --------- | --------- | --------- | --------- | --------- |
| 36        |           | 1         | 2         | 3         | 4         | 5         | 6         |
| 37        | 7         | 8         | 9         | 10        | 11        | 12        | 13        |
| 38        | 14        | 15        | 16        | 17        | 18        | 19        | 20        |
| 39        | 21        | 22        | 23        | 24        | 25        | 26        | 27        |
| 40        | 28        | 29        | 30        |           |           |           |           |

| Oktober | Oktober | Oktober | Oktober | Oktober | Oktober | Oktober | Oktober |
| Kw      | Mo      | Di      | Mi      | Do      | Fr      | Sa      | So      |
| ------- | ------- | ------- | ------- | ------- | ------- | ------- | ------- |
| 40      |         |         |         | 1       | 2       | 3       | 4       |
| 41      | 5       | 6       | 7       | 8       | 9       | 10      | 11      |
| 42      | 12      | 13      | 14      | 15      | 16      | 17      | 18      |
| 43      | 19      | 20      | 21      | 22      | 23      | 24      | 25      |
| 44      | 26      | 27      | 28      | 29      | 30      | 31      |         |

| November | November | November | November | November | November | November | November |
| Kw       | Mo       | Di       | Mi       | Do       | Fr       | Sa       | So       |
| -------- | -------- | -------- | -------- | -------- | -------- | -------- | -------- |
| 44       |          |          |          |          |          |          | 1        |
| 45       | 2        | 3        | 4        | 5        | 6        | 7        | 8        |
| 46       | 9        | 10       | 11       | 12       | 13       | 14       | 15       |
| 47       | 16       | 17       | 18       | 19       | 20       | 21       | 22       |
| 48       | 23       | 24       | 25       | 26       | 27       | 28       | 29       |
| 49       | 30       |          |          |          |          |          |          |

| Dezember | Dezember | Dezember | Dezember | Dezember | Dezember | Dezember | Dezember |
| Kw       | Mo       | Di       | Mi       | Do       | Fr       | Sa       | So       |
| -------- | -------- | -------- | -------- | -------- | -------- | -------- | -------- |
| 49       |          | 1        | 2        | 3        | 4        | 5        | 6        |
| 50       | 7        | 8        | 9        | 10       | 11       | 12       | 13       |
| 51       | 14       | 15       | 16       | 17       | 18       | 19       | 20       |
| 52       | 21       | 22       | 23       | 24       | 25       | 26       | 27       |
| 53       | 28       | 29       | 30       | 31       |          |          |          |

| Januar | Januar | Januar | Januar | Januar | Januar | Januar | Januar |
| Kw     | Mo     | Di     | Mi     | Do     | Fr     | Sa     | So     |
| ------ | ------ | ------ | ------ | ------ | ------ | ------ | ------ |
| 1      |        |        |        | 1      | 2      | 3      | 4      |
| 2      | 5      | 6      | 7      | 8      | 9      | 10     | 11     |
| 3      | 12     | 13     | 14     | 15     | 16     | 17     | 18     |
| 4      | 19     | 20     | 21     | 22     | 23     | 24     | 25     |
| 5      | 26     | 27     | 28     | 29     | 30     | 31     |        |

| Februar | Februar | Februar | Februar | Februar | Februar | Februar | Februar |
| Kw      | Mo      | Di      | Mi      | Do      | Fr      | Sa      | So      |
| ------- | ------- | ------- | ------- | ------- | ------- | ------- | ------- |
| 5       |         |         |         |         |         |         | 1       |
| 6       | 2       | 3       | 4       | 5       | 6       | 7       | 8       |
| 7       | 9       | 10      | 11      | 12      | 13      | 14      | 15      |
| 8       | 16      | 17      | 18      | 19      | 20      | 21      | 22      |
| 9       | 23      | 24      | 25      | 26      | 27      | 28      |         |

| März | März | März | März | März | März | März | März |
| Kw   | Mo   | Di   | Mi   | Do   | Fr   | Sa   | So   |
| ---- | ---- | ---- | ---- | ---- | ---- | ---- | ---- |
| 9    |      |      |      |      |      |      | 1    |
| 10   | 2    | 3    | 4    | 5    | 6    | 7    | 8    |
| 11   | 9    | 10   | 11   | 12   | 13   | 14   | 15   |
| 12   | 16   | 17   | 18   | 19   | 20   | 21   | 22   |
| 13   | 23   | 24   | 25   | 26   | 27   | 28   | 29   |
| 14   | 30   | 31   |      |      |      |      |      |

| April | April | April | April | April | April | April | April |
| Kw    | Mo    | Di    | Mi    | Do    | Fr    | Sa    | So    |
| ----- | ----- | ----- | ----- | ----- | ----- | ----- | ----- |
| 14    |       |       | 1     | 2     | 3     | 4     | 5     |
| 15    | 6     | 7     | 8     | 9     | 10    | 11    | 12    |
| 16    | 13    | 14    | 15    | 16    | 17    | 18    | 19    |
| 17    | 20    | 21    | 22    | 23    | 24    | 25    | 26    |
| 18    | 27    | 28    | 29    | 30    |       |       |       |

| Mai | Mai | Mai | Mai | Mai | Mai | Mai | Mai |
| Kw  | Mo  | Di  | Mi  | Do  | Fr  | Sa  | So  |
| --- | --- | --- | --- | --- | --- | --- | --- |
| 18  |     |     |     |     | 1   | 2   | 3   |
| 19  | 4   | 5   | 6   | 7   | 8   | 9   | 10  |
| 20  | 11  | 12  | 13  | 14  | 15  | 16  | 17  |
| 21  | 18  | 19  | 20  | 21  | 22  | 23  | 24  |
| 22  | 25  | 26  | 27  | 28  | 29  | 30  | 31  |

| Juni | Juni | Juni | Juni | Juni | Juni | Juni | Juni |
| Kw   | Mo   | Di   | Mi   | Do   | Fr   | Sa   | So   |
| ---- | ---- | ---- | ---- | ---- | ---- | ---- | ---- |
| 23   | 1    | 2    | 3    | 4    | 5    | 6    | 7    |
| 24   | 8    | 9    | 10   | 11   | 12   | 13   | 14   |
| 25   | 15   | 16   | 17   | 18   | 19   | 20   | 21   |
| 26   | 22   | 23   | 24   | 25   | 26   | 27   | 28   |
| 27   | 29   | 30   |      |      |      |      |      |

| Juli | Juli | Juli | Juli | Juli | Juli | Juli | Juli |
| Kw   | Mo   | Di   | Mi   | Do   | Fr   | Sa   | So   |
| ---- | ---- | ---- | ---- | ---- | ---- | ---- | ---- |
| 27   |      |      | 1    | 2    | 3    | 4    | 5    |
| 28   | 6    | 7    | 8    | 9    | 10   | 11   | 12   |
| 29   | 13   | 14   | 15   | 16   | 17   | 18   | 19   |
| 30   | 20   | 21   | 22   | 23   | 24   | 25   | 26   |
| 31   | 27   | 28   | 29   | 30   | 31   |      |      |

| August | August | August | August | August | August | August | August |
| Kw     | Mo     | Di     | Mi     | Do     | Fr     | Sa     | So     |
| ------ | ------ | ------ | ------ | ------ | ------ | ------ | ------ |
| 31     |        |        |        |        |        | 1      | 2      |
| 32     | 3      | 4      | 5      | 6      | 7      | 8      | 9      |
| 33     | 10     | 11     | 12     | 13     | 14     | 15     | 16     |
| 34     | 17     | 18     | 19     | 20     | 21     | 22     | 23     |
| 35     | 24     | 25     | 26     | 27     | 28     | 29     | 30     |
| 36     | 31     |        |        |        |        |        |        |

| September | September | September | September | September | September | September | September |
| Kw        | Mo        | Di        | Mi        | Do        | Fr        | Sa        | So        |
| --------- | --------- | --------- | --------- | --------- | --------- | --------- | --------- |
| 36        |           | 1         | 2         | 3         | 4         | 5         | 6         |
| 37        | 7         | 8         | 9         | 10        | 11        | 12        | 13        |
| 38        | 14        | 15        | 16        | 17        | 18        | 19        | 20        |
| 39        | 21        | 22        | 23        | 24        | 25        | 26        | 27        |
| 40        | 28        | 29        | 30        |           |           |           |           |

| Oktober | Oktober | Oktober | Oktober | Oktober | Oktober | Oktober | Oktober |
| Kw      | Mo      | Di      | Mi      | Do      | Fr      | Sa      | So      |
| ------- | ------- | ------- | ------- | ------- | ------- | ------- | ------- |
| 40      |         |         |         | 1       | 2       | 3       | 4       |
| 41      | 5       | 6       | 7       | 8       | 9       | 10      | 11      |
| 42      | 12      | 13      | 14      | 15      | 16      | 17      | 18      |
| 43      | 19      | 20      | 21      | 22      | 23      | 24      | 25      |
| 44      | 26      | 27      | 28      | 29      | 30      | 31      |         |

| November | November | November | November | November | November | November | November |
| Kw       | Mo       | Di       | Mi       | Do       | Fr       | Sa       | So       |
| -------- | -------- | -------- | -------- | -------- | -------- | -------- | -------- |
| 44       |          |          |          |          |          |          | 1        |
| 45       | 2        | 3        | 4        | 5        | 6        | 7        | 8        |
| 46       | 9        | 10       | 11       | 12       | 13       | 14       | 15       |
| 47       | 16       | 17       | 18       | 19       | 20       | 21       | 22       |
| 48       | 23       | 24       | 25       | 26       | 27       | 28       | 29       |
| 49       | 30       |          |          |          |          |          |          |

| Dezember | Dezember | Dezember | Dezember | Dezember | Dezember | Dezember | Dezember |
| Kw       | Mo       | Di       | Mi       | Do       | Fr       | Sa       | So       |
| -------- | -------- | -------- | -------- | -------- | -------- | -------- | -------- |
| 49       |          | 1        | 2        | 3        | 4        | 5        | 6        |
| 50       | 7        | 8        | 9        | 10       | 11       | 12       | 13       |
| 51       | 14       | 15       | 16       | 17       | 18       | 19       | 20       |
| 52       | 21       | 22       | 23       | 24       | 25       | 26       | 27       |
| 53       | 28       | 29       | 30       | 31       |          |          |          |

## Ereignisse

### Politik und Weltgeschehen

#### Asien
- 29. November: Der koreanische König Taejo, Begründer der Joseon-Dynastie, verlegt nach eingehenden geomantischen Untersuchungen die Hauptstadt von Kaesŏng nach Hanyang am Fluss Hangang, dem heutigen Seoul.

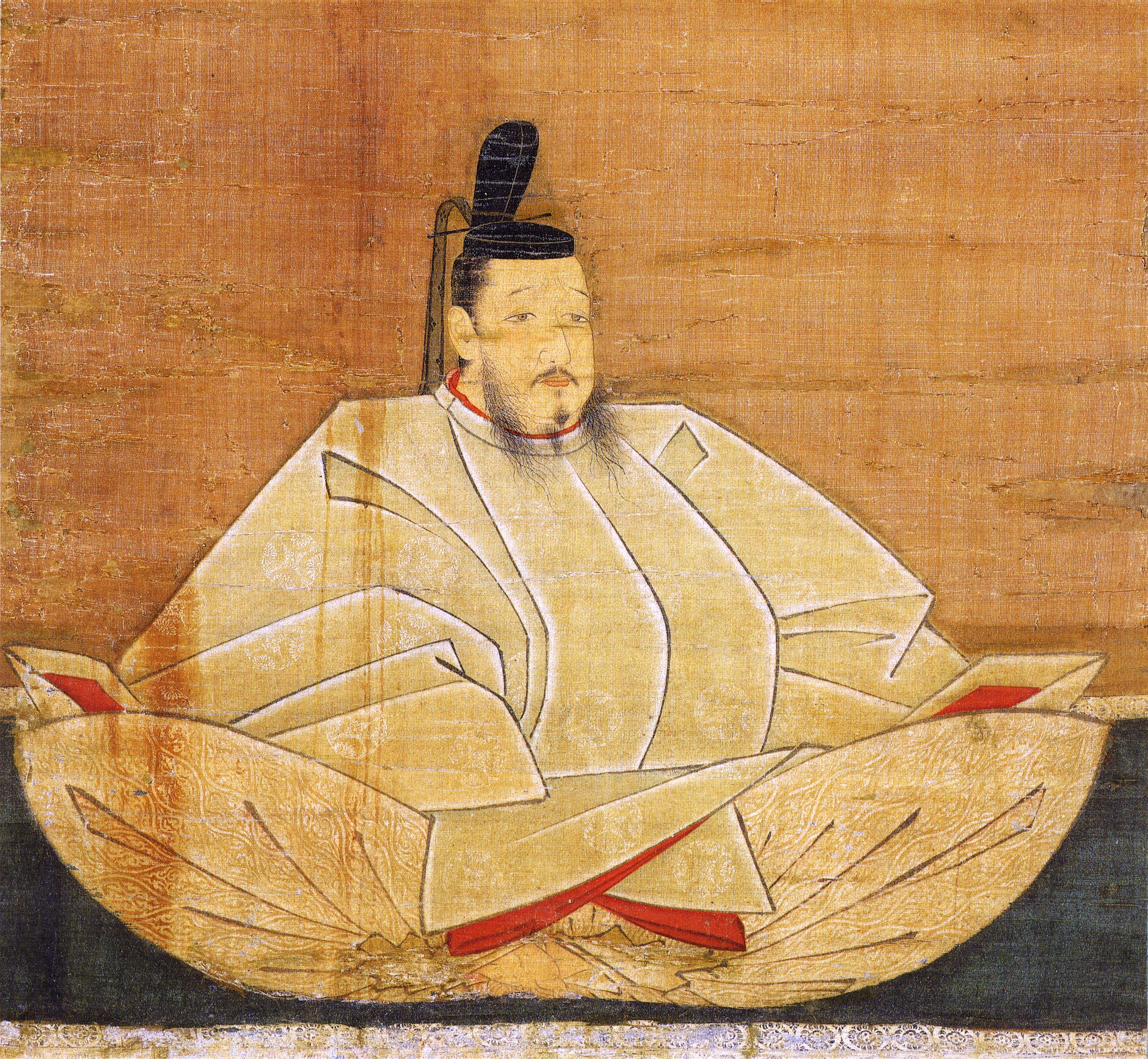
Ashikaga Yoshimochi

- Ashikaga Yoshimitsu setzt sich als Shōgun von Japan zur Ruhe und übergibt das Amt an seinen Sohn Ashikaga Yoshimochi.

#### Osmanisches Reich/Kreuzfahrerstaaten
- Januar: Herzog Nerio I. Acciaiuoli verliert die Stadt Neopatros an die Osmanen unter Bayezid I., womit das Herzogtum Neopatria endgültig untergeht.
- November: Nach dem Tod von Nerio I. Acciaiuoli übernimmt sein illegitimer Sohn Antonio I. Acciaiuoli die Regentschaft im Herzogtum Athen. Er soll das von den Osmanen bedrohte Herzogtum so lange verwalten, bis ein legitimer Nachfolger Nerios aus Florenz eintrifft, um die Amtsgeschäfte zu übernehmen, was jedoch nie passiert.

#### Heiliges Römisches Reich
- Als Graf Eberhard II. ohne Nachkommen stirbt, fällt die Grafschaft Zweibrücken an die Pfalzgrafschaft bei Rhein.
- Hamburg erwirbt von den Lappes eine Ritterschaft an der Elbmündung als „Amt Ritzebüttel“, zur besseren Kontrolle über Elbe-Mündung und Nordsee(-Piraten).

#### Weitere Ereignisse in Europa
- Antijudaismus#Pogrome und Vertreibungen: Karl VI. vertreibt alle Juden aus Frankreich. Die meisten von ihnen fliehen zunächst in das Heilige Römische Reich, in deutsche oder italienische Gebiete.

#### Nordafrika
Abd al-Aziz II. wird nach dem Tod seines Vaters Abu l-Abbas Ahmad II. Kalif der Hafsiden in Ifrīqiya. Er muss sich zunächst gegen Revolten seiner Verwandtschaft in Bone, Sfax, Bougie und Constantine sowie gegen lokale Dynastien in Tripolis, Gafsa und Biskra durchsetzen. Auch die Beduinen müssen erneut unterworfen werden, bevor das Reich befriedet werden kann. Durch eine Steuerreform und der Förderung kleiner Handwerker versucht er in der Folgezeit erfolgreich die Wirtschaft des Reiches zu beleben. Dem dient auch der Abschluss von Handelsverträgen mit Sizilien, den italienischen Seerepubliken sowie Aragon. Allerdings wird der Handel durch die schon unter seinem Vater betriebene Piraterie der Hafsiden erheblich belastet.

#### Urkundliche Ersterwähnungen
- Filzbach wird erstmals urkundlich erwähnt.

### Wirtschaft
- König Richard II. gründet durch Royal Charter die Worshipful Company of Mercers, die erste Livery Company der City of London. Die Aufgabe der Company besteht zunächst darin, als Gilde die Interessen der Kaufleute, insbesondere die der Stoffhändler, Exporteure von Schafswolle und der Importeure von Samt, Seide und anderen hochwertigen Textilgütern, zu schützen und zu vertreten.

### Kultur und Gesellschaft
- Oktober: Der Bau des Jongmyo-Schreins im heutigen Seoul im Zuge der Verlegung der koreanischen Hauptstadt unter König Taejo beginnt.

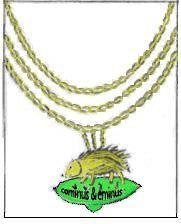
Abzeichen des Ordens vom Stachelschwein

- Louis de Valois, duc d’Orléans gründet aus Anlass der Geburt seines ersten Sohnes Charles in Frankreich den Ordre du Porc-Épic.

### Religion
- 17. Januar: Das Kloster Frenswegen wird nach den Regeln des heiligen Augustinus gegründet.

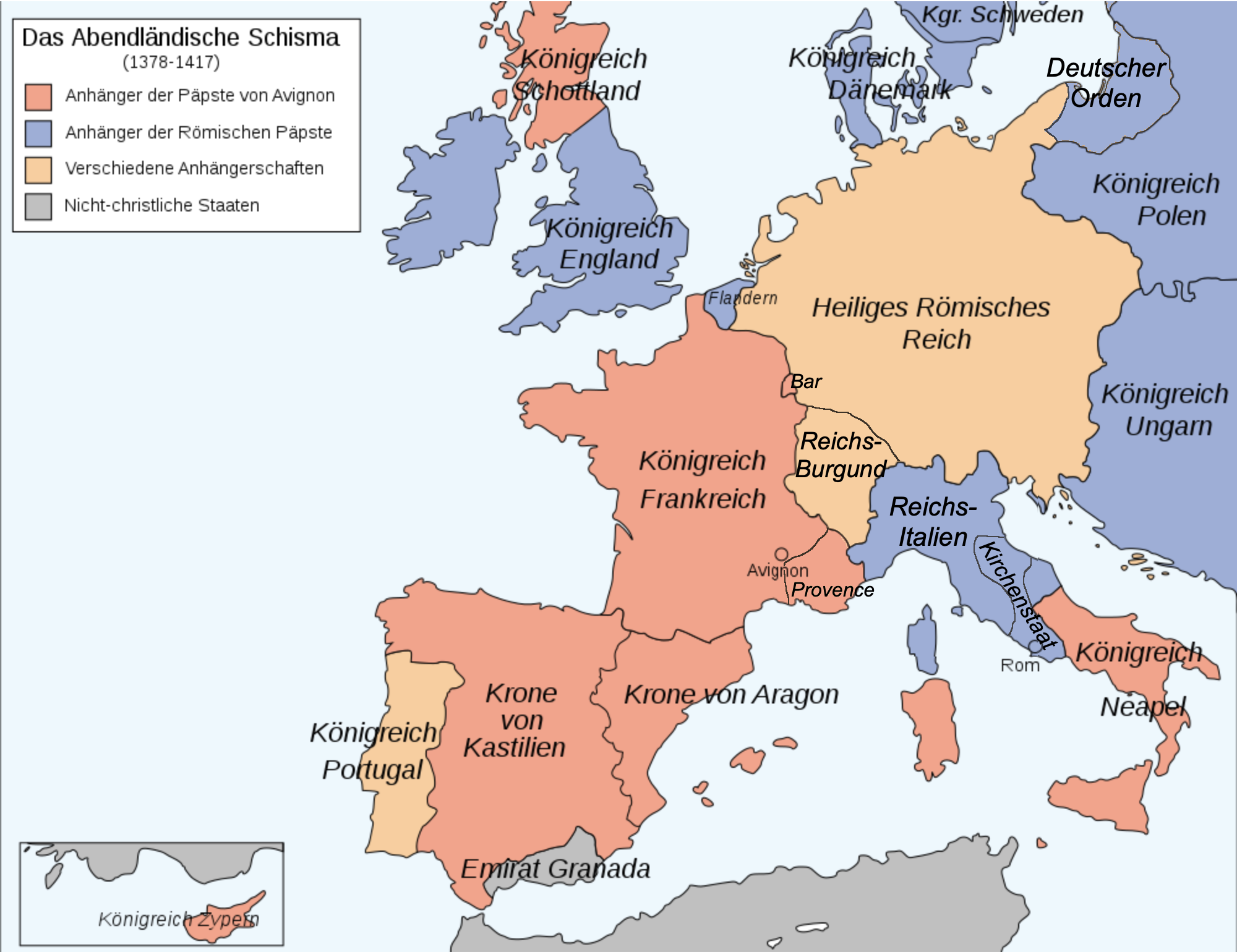
Das Abendländische Schisma 1378–1417

- 28. September: In Avignon wird Pietro de Luna einstimmig zum Nachfolger des am 16. September verstorbenen Gegenpapstes Clemens VII. gewählt und regiert dort als Gegenpapst Benedikt XIII., während in Rom weiterhin Papst Bonifatius IX. regiert. Das Abendländische Schisma geht damit weiter.

## Geboren

### Geburtsdatum gesichert
- 1. Februar: Ikkyū Sōjun, japanischer Zen-Meister und Dichter, Schöpfer der japanischen Teezeremonie († 1481)
- 4. März: Heinrich der Seefahrer, Prinz von Portugal und Förderer der Seefahrt († 1460)
- 22. März: Ulugh Beg, Timuriden-Fürst in Samarkand, Astronom und Märtyrer der Wissenschaft († 1449)
- 4. Juli: Philippa von England, Königin von Dänemark, Norwegen und Schweden, Herzogin von Pommern († 1430)
- 12. Juli: Ashikaga Yoshinori, Shōgun des Ashikaga-Shogunates in Japan († 1441)
- 25. Juli: James I., König von Schottland († 1437)
- 24. November: Charles de Valois, französischer Adeliger und Dichter († 1465)

### Genaues Geburtsdatum unbekannt
- Marguerite des Baux, Gräfin von Saint-Pol, von Brienne und von Conversano († 1469)
- Antonio Beccadelli, sizilianischer Humanist († 1471)
- John Fortescue, englischer Jurist und politischer Schriftsteller († 1476)
- Andreas Fugger, deutscher Kaufmann und Stammvater der Fugger vom Reh († 1457)
- Michael de la Pole, englischer Adeliger († 1415)
- Sidi Boushaki, islamischer Theologe († 1453)
- Johannes Soreth, französischer Priester und Generalprior des Ordens der Karmeliter († 1471)
- Yangnyung, koreanischer Prinz, Dichter, Maler und Schriftsteller († 1462)

### Geboren um 1394
- Johann Lüneburg, Bürgermeister der Hansestadt Lübeck († 1461)
- Arnold von Rotberg, Fürstbischof von Basel († 1458)

## Gestorben

### Januar bis Juli
- 11. Februar: John de Ros, englischer Adeliger und Politiker (* um 1365)

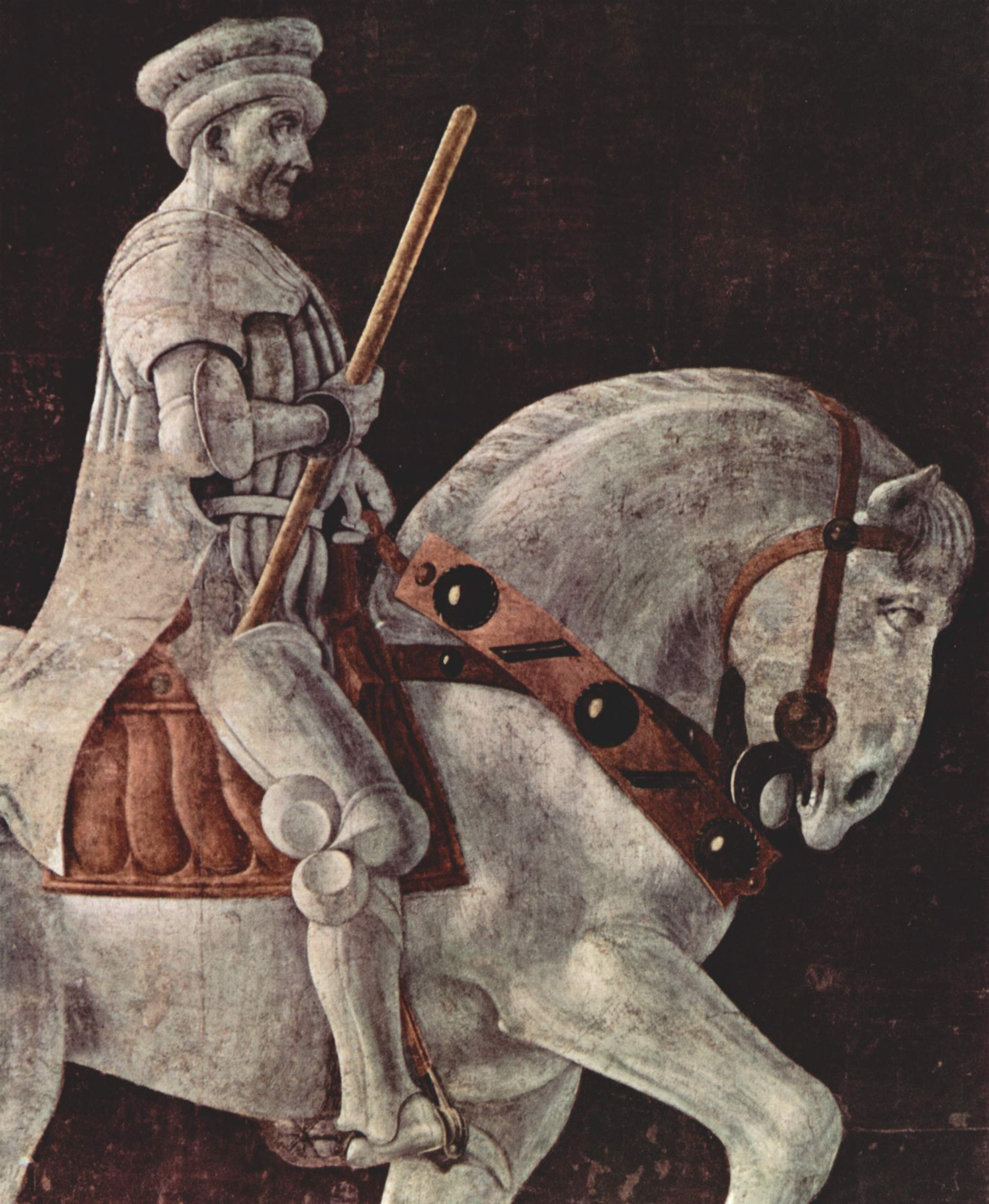
John Hawkwood, Fresko im Dom von Florenz

- 16. März: John Hawkwood, italienischer Condottiere englischer Herkunft (* um 1320)
- 23. April: Hugh Calveley, englischer Ritter
- 23. Mai: Johannes Walther, Spitalmeister des Kreuzherrenklosters in Memmingen
- 4. Juni: Mary de Bohun, englische Adelige, Mutter Heinrichs V. von England (* um 1369)
- 7. Juni: Anne von Böhmen, erste Königsgemahlin Richards II. von England (* 1366)
- 12. Juni: Guy de Prangins, Bischof von Lausanne
- 13. Juni: Wartislaw VI., Herzog von Barth und Wolgast (* um 1345)
- 25. Juni: Dorothea von Montau, deutsche katholische Heilige (* 1347)
- 9. Juli: Nikolaus III., Herzog von Troppau und Leobschütz (* um 1339)
- 24. Juli: Alexander Stewart, schottischer Adeliger, bekannt unter dem Namen: Wolf von Badenoch (* um 1343)
- 29. Juli: Ruprecht von Berg, Elekt-Fürstbischof von Passau und Paderborn (* um 1365)

### August bis Dezember
- 8. August: Marino Bulcani, neapolitanischer Kardinal der katholischen Kirche
- 27. August: Chōkei, Kaiser von Japan (* 1343)
- 7. September: Adolf III. von der Mark, Bischof im Bistum Münster, Elekt des Erzbistums Köln, Graf von Kleve und Regent der Grafschaft Mark (* um 1334)

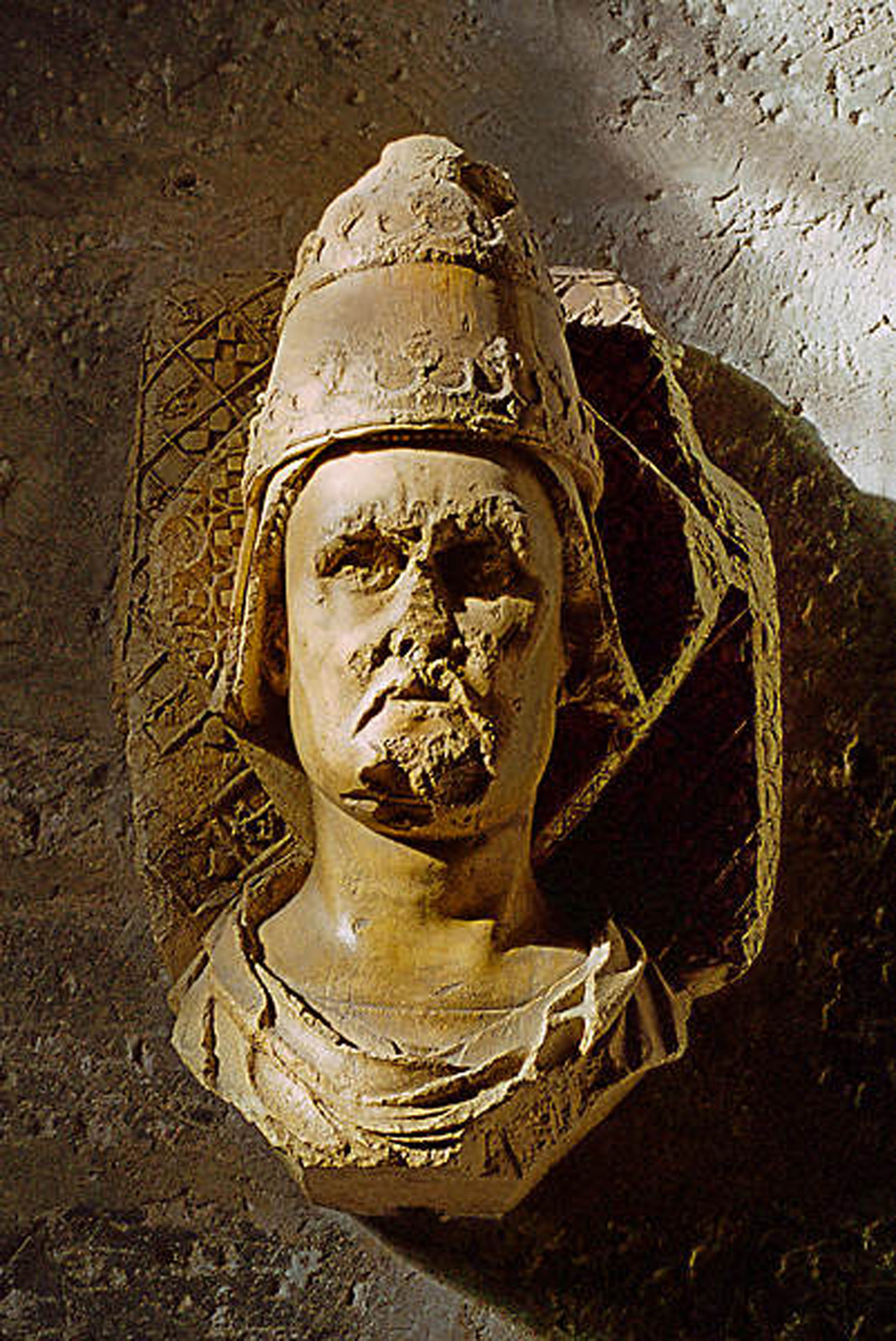
Büste von Clemens VII. im Musée de Petit Palais in Avignon

- 16. September: Robert Graf von Genf, unter dem Namen Clemens VII. Gegenpapst (* 1342)
- 12. Oktober: Johann Sobieslaus von Luxemburg-Mähren, postulierter Bischof von Olmütz, Bischof von Leitomischl und Patriarch von Aquileja (* 1352)
- 13. Oktober: Christian von Witzleben, Bischof von Naumburg
- 25. November: Nerio I. Acciaiuoli, Herzog von Athen (* 1. Hälfte 14. Jahrhundert)
- 13. Dezember: Otto I., Herzog von Braunschweig-Lüneburg und Fürst im Fürstentum Göttingen (* um 1330)
- 28. Dezember: Maria Angelina Dukaina Palaiologina, Herrscherin im Despotat Epirus (* um 1350)

### Genaues Todesdatum unbekannt
- vor dem 15. März: Gerhard Kikpot von Kalkar, deutscher Theologe und Rektor der Universität Köln
- zwischen 24. Februar und 6. Mai: Lorenz, Herr zu Werle-Güstrow (* zwischen 1338 und 1340)
- November: Nerio I. Acciaiuoli, Florentiner Patrizier, Herzog von Athen
- Abu l-Abbas Ahmad II., Kalif der Hafsiden in Ifriqiya
- Fazlallāh Astarābādī, aserbaidschanischer Philosoph und Dichter, Gründer der mystischen Hurūfīya-Bewegung (* 1339/1340)
- Eberhard II., letzter Graf von Zweibrücken
- Gottfried VIII., Graf von Ziegenhain und Nidda
- Heinrich VII., Herzog von Sagan, herzoglich Glogau und Steinach
- Konstanze von Kastilien, kastilische Prinzessin und Thronprätendentin (* 1354)